# Chuang Che
Chuang Che ou Zhuang Zhe, né à Pékin en 1934, est un artiste chinois dont le rôle a été prédominant dans l’évolution de la peinture chinoise vers l’abstraction.

## Parcours
Chuang Che naît en 1934 à Pékin.
Son père, calligraphe de renom et vice-directeur du musée du palais national de Pékin, l’initie très tôt à l’art. En 1948, lors du déplacement des œuvres du palais national de Pékin vers Taipei, Chuang Che suit sa famille à Taïwan.
À partir de 1954, il étudie la peinture sous l’égide de Chu Teh-Chun, au département des beaux-arts de l’université nationale de Taïwan. Diplômé en 1958, Chuang Che enseigne à l’université de Tunghai. En 1958, il rejoint le « Fifth Moon Group », dont il sera l’un des acteurs principaux. La fondation Rockefeller lui offre, en 1966, la possibilité de faire son premier voyage aux États-Unis. Il vit à Ann Arbor dans le Michigan. Il devient l'assistant du sculpteur Seymour Lipton (1903-1986) à New York. En 1968, il part visiter l’Europe et passe six mois en France où il rencontre Zao Wou Ki et Chu Teh-Chun. Il visite aussi l’Espagne où il fait la connaissance d’Antoni Tapiès. Chuang Che s’installe définitivement aux États-Unis en 1973. Depuis 1988, il vit et travaille à New York. Le musée des Beaux-arts de Taipei lui consacre une grande rétrospective en 2015.
Maître du paysage abstrait sur toile, poète et philosophe, la spiritualité de ses œuvres est dans la lignée des grands artistes traditionnels chinois.

## Collections publiques majeures
- Musée national d’Histoire, Taipei, Taïwan
- Musée des Beaux-Arts de Taipei, Taipei, Taïwan
- Musée d’Art de Cleveland, Cleveland, Ohio, États-Unis
- Université Cornell, Ithaca, New York, États-Unis
- Institut d’Art de Detroit, Michigan, États-Unis
- Musée d’Art de Hong Kong, Hong Kong, Chine
- Musée d’Art de Saginaw, Michigan, États-Unis
- Musée d’Art Spencer, université du Kansas, Lawrence, Kansas, États-Unis
- Musée d’Art de l’université du Michigan, Ann Arbor, Michigan, États-Unis

## Expositions personnelles (sélection)
- 2019 : galerie Vazieux, Paris, France
- 2016 : galerie Sabine Vazieux et galerie Hervé Courtaigne, Paris, France
- 2015 : musée des Beaux-Arts de Taipei, Taipei, Taïwan
- 2012 : centre d’Art d’Asie, Taipei, Taïwan
- 2007 : musée d’Art national de Chine, Pékin, Chine
- 2006 : centre d’Art d’Asie, Taipei, Taïwan
- 2005 : musée national d’Histoire, Taipei, Taïwan
- 2005 : musée Kuandu des Beaux-Arts, université nationale des arts de Taipei, Taïwan
- 2002 : musée d’Art de Guangdong, Chine
- 1980 : musée historique national, Taipei, Taïwan
- 1977 : institut d’Art de Kalamazoo, Kalamazoo, Michigan, États-Unis
- 1977 : musée d’Art de Saginaw, Saginaw, Michigan, États-Unis
- 1972 : musée d’Art de Newark, Newark, New Jersey, États-Unis
- 1972 : musée d’Art de Montclair, Montclair, New Jersey, États-Unis
- 1970 : musée des Beaux-Arts, Flint, Michigan, États-Unis
- 1968 : musée de Taïwan, Taipei, Taïwan
- 1965 : centre d’Art national de Taïwan, Taipei, Taïwan

## Expositions de groupe majeures
- Musée d'Ixelles, Bruxelles, Belgique
- Galerie Forsythe, Ann Arbor, Michigan, États-Unis
- Galerie Francine Seders, Seattle, Washington, États-Unis
- Galerie Magic Touch, Taipei, Taïwan
- Galerie Lung Men, Taipei, Taïwan
- Galerie De Graaf, Chicago, Illinois, États-Unis
- Alisan Art Gallery, Hong Kong, Chine
- Galerie Paidea, Los Angeles, Californie, États-Unis
- Galerie Shaw-rimington, Toronto, Canada

## Collections publiques (sélection)
- Musée des Beaux-Arts de Taipei, Taipei, Taïwan
- Musée d’Art de Cleveland, Cleveland, Ohio, États-Unis
- Université Cornell, Ithaca, New York, États-Unis
- Institut d’Art de Detroit, Michigan, États-Unis
- Musée d’Art de Hong Kong, Hong Kong, Chine
- Musée national d’Histoire, Taipei, Taïwan
- Musée d’Art de Saginaw, Michigan, États-Unis
- Musée d’Art Spencer, université du Kansas, Lawrence, Kansas, États-Unis
- Musée des Beaux-Arts de Taipei, Taïwan
- Musée d’Art de l’université du Michigan, Ann Arbor, Michigan, États-Unis

## Catalogues
- Chuang Che. Deep Ridge - Remote Way. Solo exhibition in National Art Museum of China. Paintings 1963-2007. Asia Art Center and the Center Academy of Fine Arts. 2007  (ISBN 978-957-978-047-6)
- Michael Sullivan. Moderne chinese artists, a biographical dictionary. University of California Press. 2006  (ISBN 978-0-520-24449-8)
- A tradition Redefined. Modern and contemporary Chinese Ink Paintings from the Chu-tsing Li Collection (1950-2000). Yale University press. 2007  (ISBN 978-0-300-12672-3)
- Five Chinese Painters, Fifth Moon Exhibition. National Museum of History, Taipei, 1970.
- The Modernist Wave. Taiwan Art in the 1950s and 1960s. National taiwan Museum of Fine Arts. 2011  (ISBN 978-986-02-8859-9)